# Ардас Мейгар
Ардас Френсіс Герст Мейгар (англ. Ardath Frances Hurst Mayhar; 20 лютого 1930 — 1 лютого 2012) — американська письменниця та поетеса, авторка понад 60 книг, писала у жанрах наукової фантастики та жахів.

## Біографія
Мейгар народилася в 20 лютого 1930 року в Тімпсоні, штат Техас. Почала писати, прочитавши фантазію Артура Мерріта «Обличчя в безодні» (1931), яку купила у сільському газетному кіоску у 15 років. Її історію життя можна знайти в автобіографії «Дивний погляд з перекошеної орбіти». Вона підсумувала своє життя в біографічній енциклопедії для бібліотек "Щось про автора (1985). Там вона заявила:
|  | Я провела більшу частину свого дорослого життя, … рука об руку (іноді обличчям до копит) з коровами, доїльними апаратами, гноєм, сіном. … У віці сорока трьох років я «реформувалася». . . Нарешті я зрозуміла, що вчителі англійської мови знищили будь-яку любов до поезії, яка могла б залишитися … тому я почала писати фантастичні романи і з тих пір не озиралася назад. На мене більшою чи меншою мірою вплинули Чарлз Дікенс, Шекспір, Айн Ренд, Андре Нортон, Вільям Фолкнер та всі «старі голови» у галузі наукової фантастики |

Мейгар втекла з молочної ферми, щоб створити книгарню, якою керувала у місті Накогдочес, штат Техас, разом зі своїм чоловіком Джо. Пізніше вона продала книгарню, яка обслуговувала студентів університету Стівена Ф. Остіна та людей у районі Східного Техасу, надаючи широкий спектр книг та літератури, а також комп'ютерні послуги Джо, які інакше були б недоступними для регіону на той момент.

## Творчість
Мейгар почала писати фантастичні сюжети в 1973 році, а фантастичні романи — у 1979 році, повернувшись з родиною до Техасу з Орегону.
Мейгар також авторка заочних курсів «Writer's Digest» та книги «Через кам'яну стіну: уроки тридцяти років письма». Вона переїхала назад до Техасу, щоб стати автором фентезі та наукової фантастики. Її твори порівнюються з роботами Андре Нортона та Кліффорда Сімака. Як і Сімак, вона часто ставить сільських людей у дивні ситуації. Її фантастичні історії часто порівнювали з лордом Дансані за їх делікатність та обстановку.
Її романи для неповнолітніх були розділені між серіалом «Східний Техас» з регіональними налаштуваннями та її фантазією для цієї вікової групи. Мейгар часто представляла сильних духом і морально певних героїнь дівчат-підлітків у той час, коли це було не модно це робити. Цей фокус виник просто з її власного досвіду, а не з політики.
Поки її здоров'я не почало підводити, репутація була такою, що вона регулярно виступала, збираючи великі натовпи кожного разу. Мейгар також відвідувала з'їзди шанувальників, де до неї ставились як до великої письменниці.
Її твори були схвалені Андре Нортон, а Джо Р. Ленсдейл просто написав: «Ардаc Мейгар пише чортові чудові книги!»

## Спадщина
Основна колекція її статей — «Ардаc Мейхар» у Східно-Техаському дослідницькому центрі Університету Стівена Ф. Остіна. Є також колекція робіт Ардаc Мейгара в Університеті Південної Міссісіпі.

## Нагороди
Мейгар була номінована на премію Марка Твена і виграла премію Бальрога за поетичну історію жахів у «Масках І», мала безліч інших номінацій на нагороди майже в кожному жанрі художньої літератури та виграла багато нагород за поезію.